# Nerw pośrodkowy

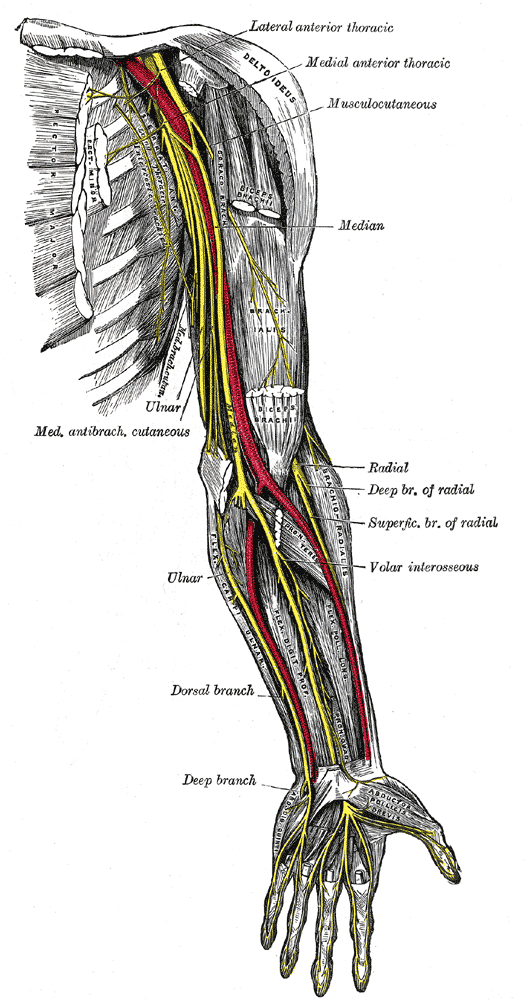
Przebieg nerwów kończyny górnej człowieka. Nerw pośrodkowy podpisany Median

Nerw pośrodkowy (łac. nervus medianus) – w anatomii człowieka nerw kończyny górnej powstający z połączenia dwóch korzeni: przyśrodkowego i bocznego. Korzeń przyśrodkowy pochodzi z pęczka przyśrodkowego splotu ramiennego, a korzeń boczny z jego pęczka bocznego. Standardowo otrzymuje włókna nerwowe z korzeni rdzeniowych C6, C7, C8 i Th1 (z pominięciem C5). Nerw pośrodkowy na ramieniu biegnie wspólnie z tętnicą ramienną, najpierw w bruździe przyśrodkowej mięśnia dwugłowego, a następnie w dole łokciowym, gdzie krzyżuje ją od przodu. Na przedramieniu biegnie pomiędzy warstwami mięśni zginaczy. Poniżej mięśnia nawrotnego obłego oddaje gałąź nazywaną nerwem miedzykostnym przedramienia. Przechodzi przez kanał nadgarstka do tyłu od troczka mięśni zginaczy i dzieli się na nerwy dłoniowe wspólne palców, a następnie na nerwy dłoniowe właściwe palców.

## Zakres unerwienia

### Unerwienie ruchowe
- Gałęzie mięśniowe odchodzące bezpośrednio od nerwu pośrodkowego
  - mięsień nawrotny obły
  - mięsień zginacz nadgarstka promieniowy
  - mięsień dłoniowy długi
  - mięsień zginacz powierzchowny palców
- Gałęzie mięśniowe odchodzące od nerwu międzykostnego przedniego przedramienia
  - mięsień nawrotny czworoboczny
  - mięsień zginacz długi kciuka
  - mięsień zginacz głęboki palców - jedynie włókna mięśniowe dochodzące do palca wskazującego i środkowego
- Gałęzie do mięśni kłębu
  - mięsień odwodziciel krótki kciuka
  - mięsień zginacz krótki kciuka (jedynie głowa powierzchowna)
  - mięsień przeciwstawiacz kciuka
- Gałęzie odchodzące od nerwów dłoniowych wspólnych
  - mięśnie glistowate I i II[5]

### Unerwienie czuciowe

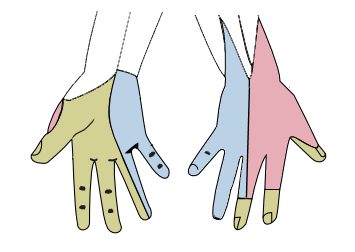
Zakres unerwienia czuciowego skóry prawej ręki:
kolor niebieski – nerw łokciowy
kolor różowy – nerw promieniowy
kolor zielony – nerw pośrodkowy

Gałęzie czuciowe nerwu odchodzą w postaci gałęzi stawowych (do torebek stawowych stawu łokciowego i promieniowo-nadgarstkowego), gałęzi dłoniowej odchodzącej przed wejściem do kanału nadgarstka i unerwiającej okolicę kłębu, gałęzi łączącej z nerwem łokciowym oraz nerwów dłoniowych wspólnych i właściwych palców

## Porażenie nerwu pośrodkowego
W przypadku porażenia nerwu pośrodkowego, podczas próby zaciskania ręki w pięść, upośledzone jest zginanie kciuka oraz palców wskazującego i środkowego. Stan taki, gdy zgięte są tylko palce serdeczny i mały, nazywany jest ręką błogosławiącą. Odwiedziony i wyprostowany kciuk znajduje się w tej samej płaszczyźnie co dłoń. Po pewnym czasie do tego ustawienia dołącza się zanik mięśni kłębu kciuka, co razem przypomina ułożenie kciuka u małp i nazywa się ręką małpią.